# Protandrena semilevis
Protandrena semilevis är en biart som beskrevs av Timberlake 1976. Protandrena semilevis ingår i släktet Protandrena och familjen grävbin. Inga underarter finns listade i Catalogue of Life.